# Arthur Henderson
Arthur Henderson (Glasgow, Escòcia 1863 - Londres, Anglaterra 1935) fou un polític i sindicalista escocès. El 1934 fou guardonat amb el Premi Nobel de la Pau pels seus treballs a favor del desarmament mundial.

## Joventut
Arthur Henderson nasqué el 13 de setembre de 1863 a la ciutat escocesa de Glasgow fill d'un treballador tèxtil que morí quan Henderson tenia 10 anys. Posteriorment la seva família es traslladà fins a la ciutat de Newcastle.
A l'edat de 12 anys Henderson entrà a treballar en una empresa automobilística, i un cop acabats els seus estudis primaris entrà a treballar en una empresa siderúrgica. Es convertí al Metodisme i, quan perdé la seva feina, es dedicà a l'ensenyament i predicació de la seva nova religió.

## Sindicalista
Vers el 1892 Henderson entrà al món del sindicalisme quan fou escollit líder del sindicat del gremi de fundidors de ferro. Com a sindicalista va creure que les vagues feien més mal al treballador que bé, per la qual cosa va intentar evitar-les. S'oposà fermament a la creació d'una Federació General de Sindicats, ja que va creure que la seva creació duria a més vagues.

## Vida política
El 1900 Henderson formava part dels 129 delegats dels sindicats socialistes i formà part de la creació del Labour Representation Commitee (LRC) del qual va esdevenir tresorer. De 1903 a 1904, Henderson també va exercir com a alcalde de Darlington, County Durham. El 1906 aquest comitè es refundà i prengué el nom de Partit Laborista britànic i guanyà 29 escons en les eleccions generals d'aquell any. El 1908 Henderson fou elegit president del Partit Laborista, càrrec que desenvolupà durant dos anys.
Posteriorment fou escollit Conseller de qüestions obreres en el govern de Lloyd George (1915-1916) i ministre de l'Interior (1924) i d'Assumptes Exteriors (1929-1931).

## Últims anys
El 1932 fou escollit President de la Conferència de Desarmament de Ginebra, càrrec que desenvolupà fins al 1934. Pel desenvolupament del seu càrrec, i la seva ferma convicció contra la guerra i les armes, fou guardonat el 1934 amb el Premi Nobel de la Pau.
Henderson morí a casa seva, a la ciutat de Londres, el 20 d'octubre de 1935.